# Conde de São Salvador de Matosinhos
Conde de São Salvador de Matosinhos é um título nobiliárquico criado por D. Luís I de Portugal, por Decreto de 29 de Janeiro de 1880, em favor de João José dos Reis, antes 1.° Visconde de São Salvador de Matosinhos.
Titulares
1. João José dos Reis, 1.° Visconde e 1.° Conde de São Salvador de Matosinhos;
2. João José dos Reis Júnior, 2.° Visconde e 2.° Conde de São Salvador de Matosinhos.